# Rivière Plamondon
Rivière Plamondon är ett vattendrag i Kanada.   Det ligger i provinsen Québec, i den sydöstra delen av landet, 500 km norr om huvudstaden Ottawa.
I omgivningarna runt Rivière Plamondon växer i huvudsak blandskog. Trakten runt Rivière Plamondon är nära nog obefolkad, med mindre än två invånare per kvadratkilometer.